# Мертвий покрив

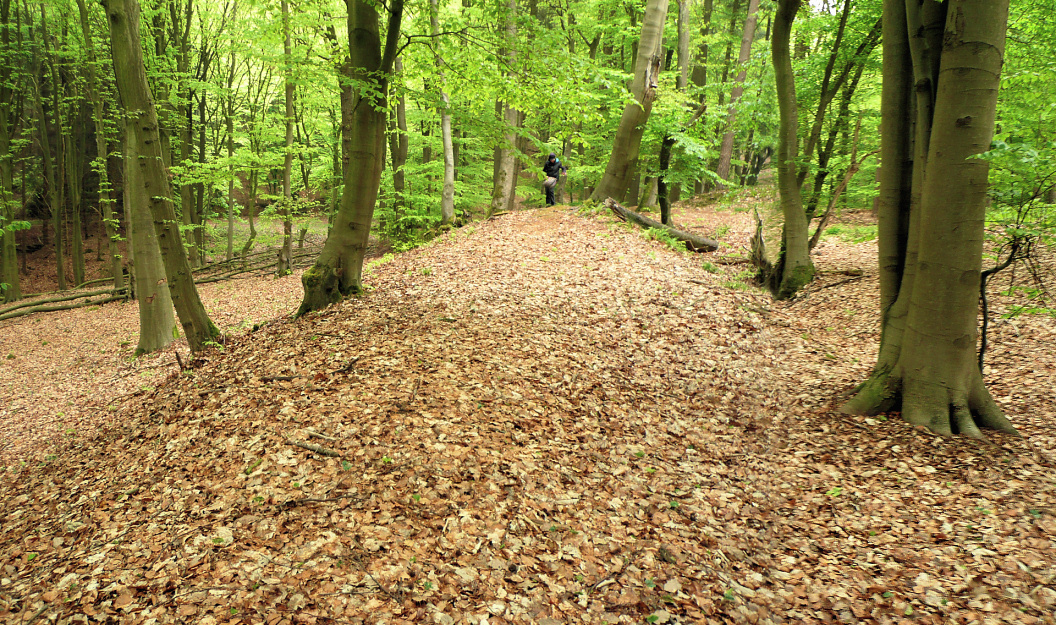
Мертвий покрив в лісі

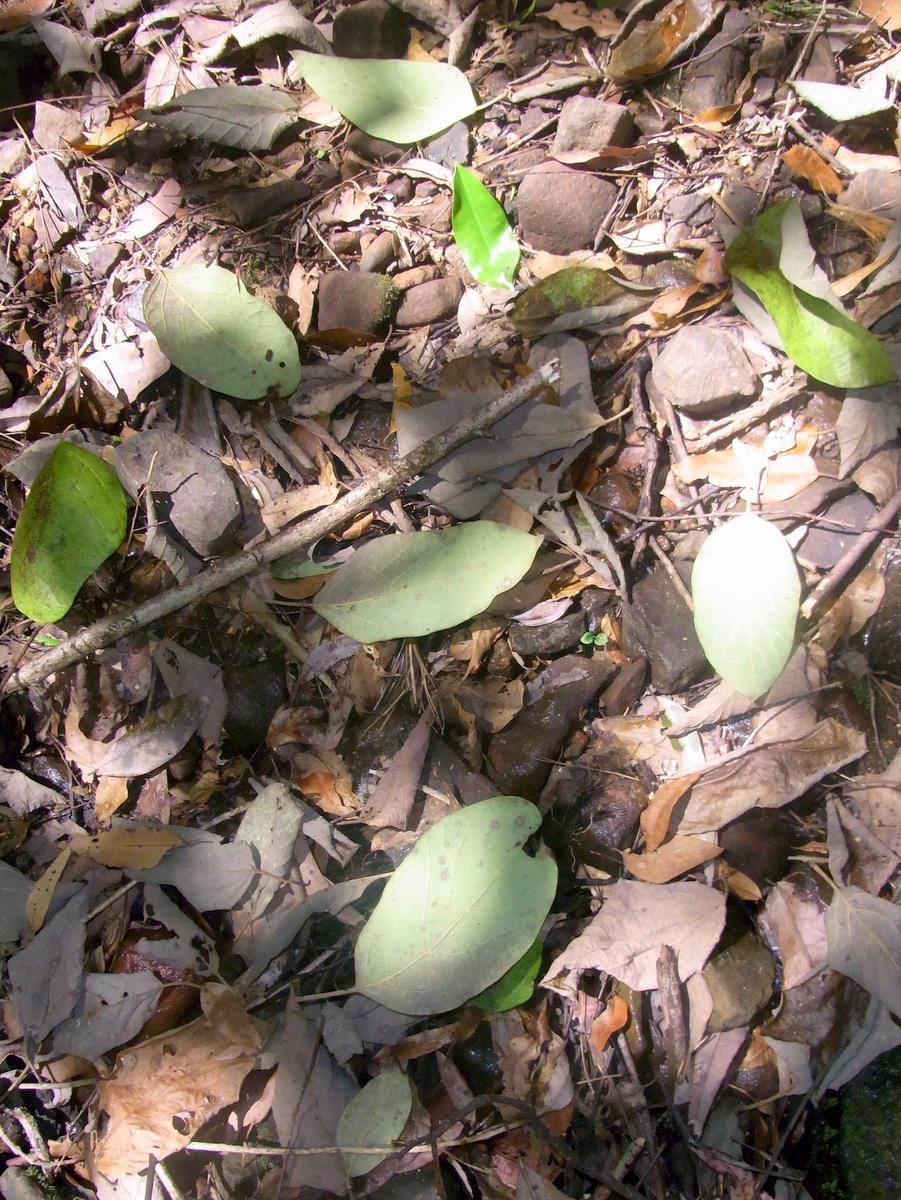
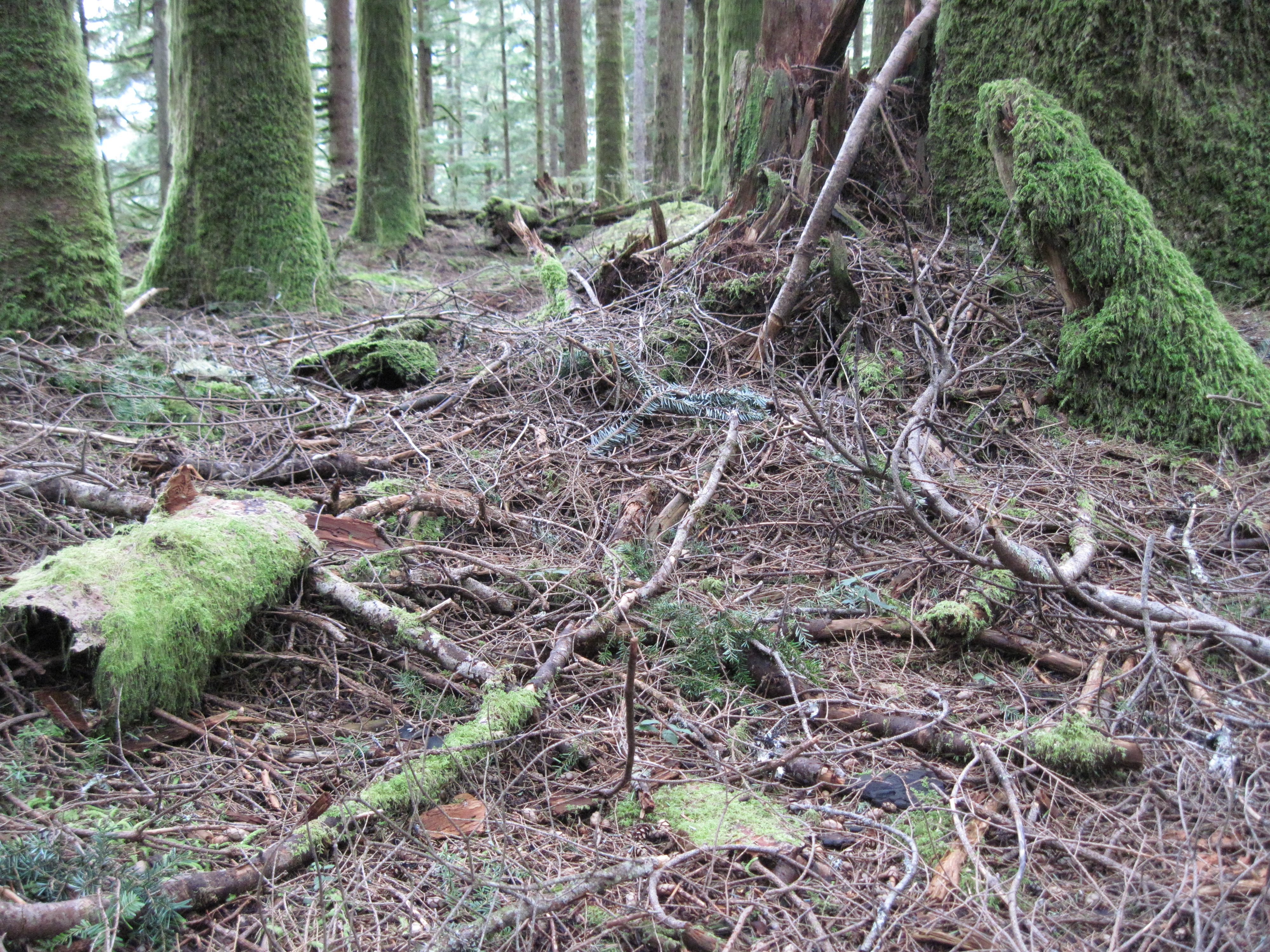
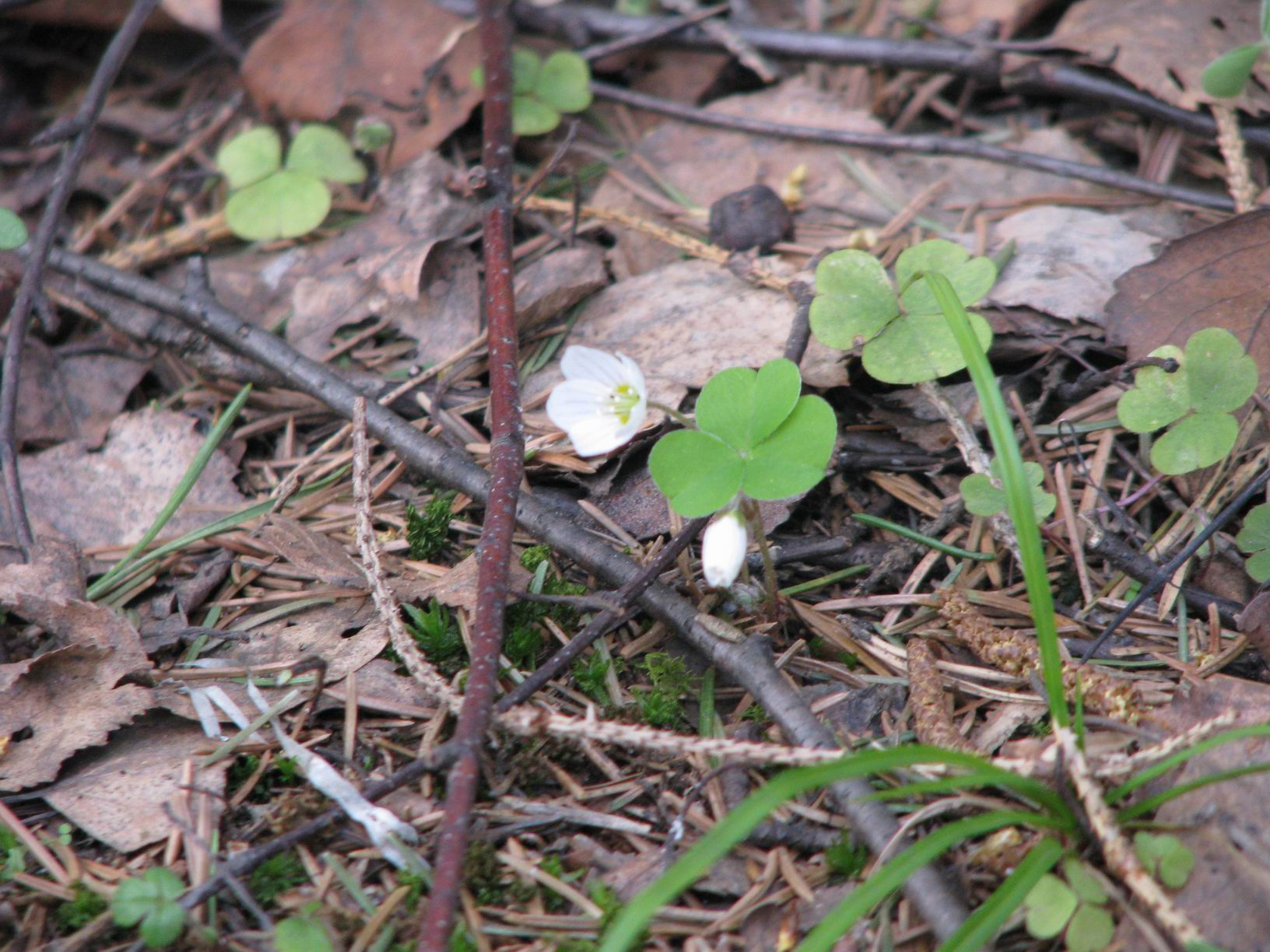
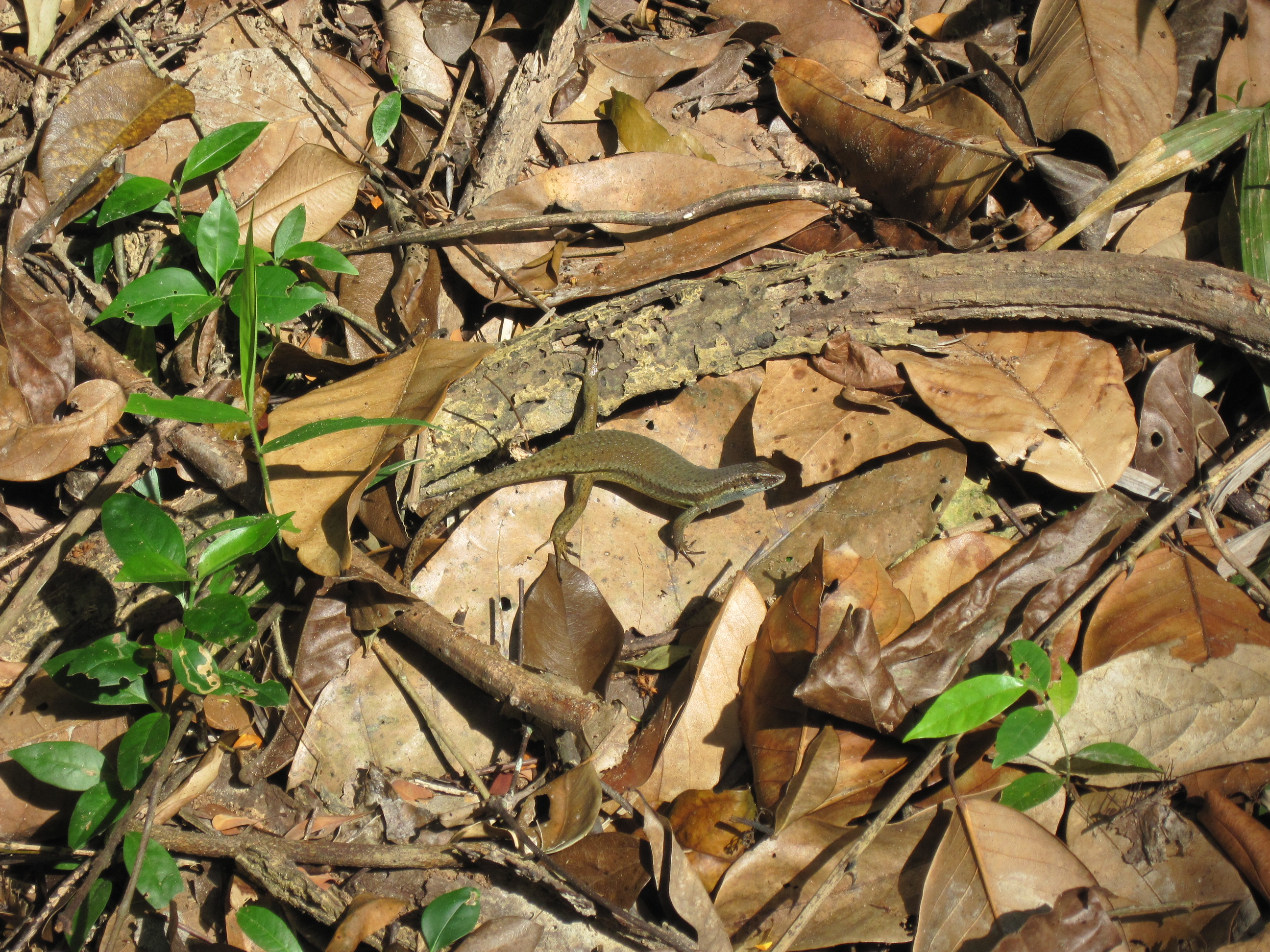

Мертвий покрив, мертвий наґрунтовий/поземний покрив — порівняно тонкий (від міліметрів до 30 см) ґрунтовий горизонт (шар) на поверхні ґрунту, що складається із залишків відмерлих рослин, у фітоценозі складає найнижчий ярус наґрунтового покриву.
Назва утворена як протиставлення «живому» покрову (мохів і лишайників). П. Д. Ярошенко вважав назву невдалою, адже цей шар не неживий, у ньому живуть черви і комахи.
Мертвий покрив утворюється як в лісі («лісова підстилка»), так і в степах («повсть») і на луках.
Запаси мертвого покриву вимірюються в тоннах на гектар, максимальних значень — від 40 до 80 тонн на гектар — запаси досягають в ялиновій тайзі. У дубових лісостепових лісах запаси становлять від 8 до 15 т/га.